# Influencer
Influencer ili hrv. utjecajnik ili utjecatelj u svijetu društvenih medija digitalnog svijeta označava utjecajnu osobu koja je sposobna utjecati na odluke brojnih ljudi koji ih prate na društvenim mrežama. 
Taj se pojam često rabi za opis značajnih publicista na internetu koji imaju veliku publiku. Influenceri ponekad djeluju kao dio marketinških kampanja jer mogu vješto utjecati na ponašanje korisnika interneta. Influenceri se često fokusiraju na određene teme. Potrošači obično vjeruju njihovom mišljenju o određenoj robnoj marki i iskustvu s proizvodom ili uslugom.
Bliski ili identični koncept je stvaratelj javnog mnijenja. 

## Vanjske poveznice
- https://direktno.hr/zivot/zabava/tko-su-influencerig-kako-zive-od-drustvenih-mrezag-132360/  Arhivirana inačica izvorne stranice od 30. prosinca 2019. (Wayback Machine)
- https://www.slobodnadalmacija.hr/novosti/biznis/clanak/id/579519/sto-tocno-rade-influenceri-i-zasto-hrvate-tako-ljuti-njihov-uspjeh-tupavi-plebs-se-buni-jer-djeca-zarauju-na-internetu-ali-oni-nece-ovisiti-o-politici-i-uhljebljivanju-samo-nebo-im-je-granica
- https://pvzg.hr/blog/tko-su-influenceri-buducnosti/  Arhivirana inačica izvorne stranice od 30. prosinca 2019. (Wayback Machine)